# Jonathan Shay
Jonathan Shay (* 1941) ist ein US-amerikanischer Psychiater. Er beschäftigte sich vor allem mit der posttraumatischen Belastungsstörung (PTBS).

## Lebenslauf
Shay studierte an der Harvard University und erhielt 1963 seinen Bachelor. Danach wechselte er zur University of Pennsylvania, wo er 1971 den MD und 1972 den Ph.D. erwarb. Seit 1987 ist er Psychiater an der Department of Veteran Affairs Outpatient Clinic in Boston, Massachusetts. Shay erhielt für sein Werk das MacArthur Fellowship.

## Wissenschaftliches Werk
Shay verfasste mehrere Bücher über die PTBS. Die zwei bekanntesten sind Achilles in Vietnam – Combat Trauma and the Undoing of Character (deutsch: Achill in Vietnam – Kampftrauma und Persönlichkeitsverlust) und Odysseus in America: Combat Trauma and the Trials of Homecoming.